# Eparchie išimská
Eparchie Išim je eparchie ruské pravoslavné církve nacházející se v Rusku.

## Území a titul biskupa
Zahrnuje správní hranice území Abatského, Armizonského, Aromaševského, Berďužského, Vikulovského, Golyšmanovského, Išimského, Kazanského, Omutinského, Sladkovského, Sorokinského a Jurginského rajónu Ťumeňské oblasti.
Eparchiálnímu biskupovi náleží titul biskup išimský a aromaševský.

## Historie
Rozhodnutím Rady biskupů Ruské pravoslavné církve v zahraničí ze 17. a 30. listopadu 1994 v rámci politiky otevření farností na kanonickém území Ruské pravoslavné církve byla zřízena samostatná išimská a sibiřská eparchie. Prvním biskupem se stal archimandrita Jevtichij (Kuročkin). Eparchie zahrnovala území Sibiř e Ruský Dálný východ.
Řada duchovních a farností roku 2001 přešli k nekanonické Ruské pravoslavné církvi v exilu a Ruské pravé pravoslavné církvi. Území eparchie se zmenšilo téměř na polovinu.
V květnu roku 2007 po podepsání Aktu o kanonickém přijímání s Moskevským patriarchátem byla eparchie zrušena. Išimský katedrální chrám Zjevení Páně se stal stavropegií.
Dne 2. října 2013 byla rozhodnutím Svatého synodu zřízena eparchie išimská oddělením území z tobolské eparchie.

## Seznam biskupů

### Išimská a Sibiřská eparchie RPCZ
- 1994–2007 Jevtichij (Kuročkin)

### Išimská a Aromaševská eparchie
- od 2013 Tichon (Bobov)